# Agrotera atalis
Agrotera atalis is een vlinder (nachtvlinder) uit de familie grasmotten (Crambidae). De wetenschappelijke naam van deze soort is voor het eerst geldig gepubliceerd in 1958 door Pierre Viette.
De soort komt voor op Madagaskar.